# Raghunathpur
Raghunathpur é uma vila no distrito de Katihar, no estado indiano de Bihar.

## Geografia
Raghunathpur está localizada a 25° 33′ N, 84° 19′ L. Tem uma altitude média de 58 metros (190 pés).

## Demografia
Segundo o censo de 2001, Raghunathpur tinha uma população de 5601 habitantes. Os indivíduos do sexo masculino constituem 55% da população e os do sexo feminino 45%. Raghunathpur tem uma taxa de literacia de 53%, inferior à média nacional de 59,5%: a literacia no sexo masculino é de 62% e no sexo feminino é de 42%. Em Raghunathpur, 18% da população está abaixo dos 6 anos de idade.